# Aldealgordo de Arriba
Aldealgordo de Arriba es un despoblado español del municipio de San Pedro de Rozados, perteneciente a la provincia de Salamanca, en la comunidad autónoma de Castilla y León.

## Historia
Formó, junto con Aldealgordo de Abajo, el lugar de Aldealgordo, que hacia mediados del siglo XIX figuraba como agregado tanto al ayuntamiento como a la parroquia de San Pedro de Rozados. Pertenecía, además, a los mayorazgos de Almarza. En la actualidad, y ya separado de Aldealgordo de Abajo, constituye un despoblado, que en 2022 no tenía censado ningún habitante.